# Occlusiva velare sorda
L'occlusiva velare sorda è una consonante, rappresentata con il simbolo [k] nell'alfabeto fonetico internazionale (IPA).
Nella lingua italiana tale fono è rappresentato dalla lettera C seguita dalle vocali A, O o U o dal digramma CH.

## Caratteristiche
La consonante occlusiva velare sorda presenta le seguenti caratteristiche:
- il suo modo di articolazione è occlusivo, perché questo fono è dovuto all'occlusione del canale orale (la bocca) seguita da un brusco rilascio detto esplosione;
- il suo luogo di articolazione è velare, perché nel pronunciare tale suono il dorso della lingua si porta a contatto con il velo del palato;
- è una consonante sorda, in quanto questo suono è prodotto senza vibrazione da parte delle corde vocali.

Nella fonologia generativa tale fonema è formato dalla sequenza dei tratti: +consonante, -nasale, +compatto, +grave, -sonoro.

## In italiano
In italiano il suono, come detto, è rappresentato nella grafia con ⟨c⟩ davanti a vocale centrale o posteriore, cioè [a], [o], [ɔ] e [u]. Se la consonante si trova davanti a una vocale anteriore come [i], [e] o [ɛ] (e rafforzata da ⟨h⟩), sarà realizzata come il suo allofono palatale [c]. Un esempio di tale fono si trova nella parola "caro" [ˈkaːro].

## In Latino
Nella lingua latina classica, tale fono è rappresentato dalle lettere K e C, simile all'italiano, con la differenza che la pronuncia rimane costante anche davanti alle vocali anteriori [i] ed [e] o [ɛ], in quanto il fonema [t͡ʃ] non esisteva in latino.
In Latino è anche presente l'occlusiva velare sorda aspirata cioè [kʰ], rappresentato dal digramma CH per i grecismi, anche se a volte tende a diventare fricativa [χ] o [x].
- Cæsar [kɐ̯e̯ˈsãr]
- Chŏrvm [kʰɔˈrʊ̃m] o [xɔˈrʊ̃m]
- Karthago [kɐ̯rtʰaɡoː] o [kaɾˑθaɡɔ]

## Altre lingue

### Francese
In lingua francese tale fono è reso con la grafia ⟨c⟩ (valgono le stesse regole che per l'italiano, ossia solo davanti a vocale centrale o posteriore):
- cou "collo" [ku]
- canon "cannone" [kaˈnɔ̃]

### Spagnolo
In lingua spagnola tale fono è reso con la grafia ⟨qu⟩, se seguita da e, i, o ⟨c⟩:
- queso "formaggio" [ˈkeso]
- casa "casa" [ˈkasa]

### Portoghese
In lingua portoghese tale fono è reso con la grafia ⟨c⟩:
- corno "corno" [ˈkɔɾnu]

### Inglese
In lingua inglese tale fono è reso con la grafia ⟨c⟩, ⟨ck⟩ o ⟨k⟩:
- back "schiena" [bæk] ascoltaⓘ
- skip "saltare" [skɪp]

Il fonema /k/ all'inizio di una sillaba si pronuncia con aspirazione:
- can "potere" [kʰæn] ascoltaⓘ
- kite "aquilone" [kʰaɪ̯t]

### Tedesco
In lingua tedesca tale fono è reso con la grafia ⟨k⟩:
- kann "posso" [kʰan]
- Käfig "gabbia" [ˈkʰɛːfɪç]

### Ceco
In lingua ceca tale fono è reso con la grafia ⟨k⟩:
- kost "osso" [kost]

### Polacco
In lingua polacca tale fono è reso con la grafia ⟨k⟩: 
- kość "osso" [kɔɕt͡ɕ]

È inoltre palatalizzato se seguito da i:
- kiedy "quando" [kʲɛdɨ]

### Greco
In lingua greca tale fono è reso con la grafia ⟨κ⟩ nell'alfabeto greco:
- εκ (traslitterato ek) "da" [ɛk]
- κάκτος (traslitterato káktos) "cactus" [ˈkɐktos]

### Russo
In lingua russa tale fono è reso con la grafia ⟨к⟩ nell'alfabeto cirillico:
- короткий "corto" [kɐˈrotkʲɪj]

### Bulgaro
In lingua bulgara tale fono è reso con la grafia ⟨к⟩ nell'alfabeto cirillico:
- как "come" [kak]

### Georgiano
In lingua georgiana tale fono è reso con la grafia ⟨კ⟩ nell'alfabeto georgiano:
- კისერი "collo" [ˈkisɛri]

### Arabo
In lingua araba tale fono è espresso tramite la lettera ⟨ﻙ⟩.

### Mongolo
La lingua mongola è una tra le pochissime (forse l'unica) lingue a non possedere tale fono.